# Hovin (Trøndelag)
Hovin is een plaats in de Noorse gemeente Melhus, provincie Trøndelag. Hovin telt 579 inwoners (2007) en heeft een oppervlakte van 0,72 km².